# 蒲生忠右衛門
蒲生 忠右衛門（がもう ちゅうえもん、生没年不詳）は、戦国時代から江戸時代初期にかけての武将。滝川氏、蒲生氏家臣。初名は谷崎忠右衛門。別名に内記。

## 生涯
元々は谷崎姓を名乗っており、織田氏重臣の滝川一益に仕えて関東入りし、天正10年（1582年）6月の神流川の戦いで北条氏直の軍勢と戦っている。その後、滝川一益は天正11年（1583年）の賤ヶ岳の戦いで羽柴秀吉に敗れ所領を失った。しかし、忠右衛門は滝川一益に従い天正12年（1584年）6月、九鬼水軍の船に乗って蟹江城を攻略し、その後の籠城戦では蟹江城の大手門である海門寺口の守将を務めた（蟹江城合戦）。蟹江城合戦の後は蒲生氏郷に仕え、天正14年（1586年）の九州平定で戦功を挙げ、蒲生の姓を受けた。
天正18年（1590年）の奥州仕置において蒲生氏郷が伊勢国松坂より陸奥国会津に移封され、42万石（のちの検地・加増により91万石）の大領を与えられると、忠右衛門には2万5,000石を与えられたが、蒲生忠郷の代の元和2年（1616年）に町野幸和と対立し、蒲生郷喜・蒲生郷舎兄弟（蒲生郷成の子）らとともに浪人となった。その後、町野幸和が失脚すると、蒲生家に帰参した。
没年は不詳。

## 異説
町野幸和と対立して出奔した蒲生忠右衛門は、本項の忠右衛門の息子である蒲生彦大夫のことであるとする説がある。彦大夫は慶長6年（1601年）以来伊南城の城将を務め、蒲生郷成の娘婿となっていたが、蒲生秀行の代の慶長14年（1609年）に郷成父子が岡重政と対立して浪人となった際、彦大夫も行動を共にしているためである。その後、慶長18年（1613年）に岡重政が処刑されたことで、郷成父子とその支持者の蒲生家復帰が認められている。彦大夫も蒲生家に復帰して父の後を継いで彦大夫から忠右衛門に改名したと考えると、義理の兄弟である蒲生郷喜兄弟に同調して再度出奔したと推測することが可能になる。